# No Survivors (EP)
No Survivors un EP del gruppo Hardcore punk Charged GBH.

## Tracce
1. No Survivors
2. Self-Destruct
3. Big Women

## Formazione
- Colin Abrahall  - voce
- Colin Blyth - chitarra
- Ross Lomas - basso
- Andrew Williams - batteria